# Grabów (gromada)
Grabów – dawna gromada, czyli najmniejsza jednostka podziału terytorialnego Polskiej Rzeczypospolitej Ludowej w latach 1954–1972.
Gromady, z gromadzkimi radami narodowymi (GRN) jako organami władzy najniższego stopnia na wsi, funkcjonowały od reformy reorganizującej administrację wiejską przeprowadzonej jesienią 1954 do momentu ich zniesienia z dniem 1 stycznia 1973, tym samym wypierając organizację gminną w latach 1954–1972.
Gromadę Grabów siedzibą GRN w Grabowie utworzono – jako jedną z 8759 gromad na obszarze Polski – w powiecie łęczyckim w woj. łódzkim, na mocy uchwały nr 32/54 WRN w Łodzi z dnia 4 października 1954. W skład jednostki weszły obszary dotychczasowych gromad Bowentów, Brudzeń, Grabów-Parcela, Grabów-Osada, Żaczki i Kurzjama, a także wieś Besk Stary i kolonia Besk Stary z dotychczasowej gromady Besk Stary, wieś Celinów z dotychczasowej gromady Goszczędza, kolonia Nagórki z dotychczasowej gromady Nagórki oraz wieś Sławęcin, parcelacja Sławęcin i wieś Kliny z dotychczasowej gromady Sławęcin ze zniesionej gminy Grabów, ponadto obszar dotychczasowej gromady Jaworów ze zniesionej gminy Mazew, w tymże powiecie. Dla gromady ustalono 27 członków gromadzkiej rady narodowej.
31 grudnia 1959 do gromady Grabów przyłączono obszar zniesionej gromady Byszew Grabowski.
Gromada przetrwała do końca 1972 roku, czyli do kolejnej reformy gminnej. 1 stycznia 1973 w powiecie łęczyckim reaktywowano gminę Grabów.